# Convenția Organizației Internaționale a Muncii privind populațiile indigene și tribale, 1989
Convenția popoarelor indigene și tribale din 1989 sau Convenția Organizației Internaționale a Muncii (OIM) privind populațiile indigene și tribale, 1989 este o convenție a Organizației Internaționale a Muncii, cunoscută și sub denumirea de Convenția OIM 169 sau C169. Este principala convenție internațională obligatorie privind popoarele indigene și popoarele tribale și un precursor al Declarației privind drepturile popoarelor indigene.

Aceasta a fost înființată în 1989, cu preambulul în care se afirmă:
Luând act de standardele internaționale cuprinse în Convenția și Recomandarea privind populațiile indigene și tribale, 1957, și
Reamintind termenii Declarației Universale a Drepturilor Omului, ai Pactului internațional pentru drepturile economice, sociale și culturale, ai Pactului internațional pentru drepturile civile și politice și ai numeroaselor instrumente internaționale privind prevenirea discriminării și
Considerând că evoluțiile care au avut loc în dreptul internațional începând cu 1957, precum și evoluțiile situației popoarelor indigene și tribale din toate regiunile lumii, au făcut necesară adoptarea de noi standarde internaționale pe această temă în vederea eliminării orientării de tip asimilaționist a standardelor anterioare; și
Recunoscând aspirațiile acestor popoare de a exercita controlul asupra propriilor instituții, moduri de viață și dezvoltare economică și de a-și menține și dezvolta identitatea, limba și religia, în cadrul statelor în care trăiesc; și

Constatând că, în multe părți ale lumii, aceste popoare nu se pot bucura de drepturile fundamentale ale omului în aceeași măsură ca restul populației din statele în care trăiesc și că legile, valorile, obiceiurile și perspectivele lor au fost adesea erodate, și...

## Dispoziții
Convenția este alcătuită dintr-un preambul, urmat de patruzeci și patru de articole, împărțite în zece părți. Acestea sunt:
- Partea I. Politica generală

- Partea II. Pământ

- Partea III. Recrutarea și condițiile de angajare

- Partea IV. Formare profesională, artizanat și industrii rurale

- Partea V. Securitate socială și sănătate

- Partea VI. Educație și mijloace de comunicare

- Partea VII. Contacte și cooperare transfrontalieră

- Partea VIII. Administrația

- Partea IX. Dispoziții generale

- Partea X. Dispoziții finale

## Modificare
Această convenție a revizuit Convenția C107, Convenția privind populațiile indigene și tribale, 1957. Unele dintre națiunile care au ratificat Convenția din 1989 au „denunțat” Convenția din 1957.

## Scop și istorie
Convenția 169 a OIM este cea mai importantă lege internațională operațională care garantează drepturile popoarelor indigene și tribale. Cu toate acestea, puterea sa depinde de un număr ridicat de ratificări în rândul națiunilor.
Revizuirea Convenției 107 a interzis guvernelor să urmeze abordări considerate integraționiste și de asimilare. Aceasta afirmă dreptul popoarelor indigene și tribale de a alege să se integreze sau să își păstreze independența culturală și politică. Articolele 8-10 recunosc culturile, tradițiile și circumstanțele speciale ale populațiilor tribale indigene.
În noiembrie 2009, o hotărâre judecătorească din Chile, considerată a fi un punct de reper în ceea ce privește drepturile indigenilor, a făcut uz de legislația convenției OIM. Instanța s-a pronunțat în unanimitate în favoarea acordării unui debit de apă de 9 litri pe secundă comunităților Chusmiza și Usmagama. Litigiul a durat 14 ani și s-a concentrat pe drepturile comunitare la apă într-unul dintre cele mai aride deșerturi de pe planetă. Decizia Curții Supreme privind drepturile la apă ale Aymara confirmă hotărârile atât ale tribunalului Pozo Almonte, cât și ale Curții de Apel Iquique și marchează prima aplicare judiciară a Convenției 169 a OIM în Chile. Înainte de această decizie, unele proteste au escaladat din cauza nerespectării Convenției 169 în Chile. Liderii mapuche au depus o cerere de chemare în judecată împotriva lui Michelle Bachelet și a ministrului președinției, José Antonio Viera Gallo, care este, de asemenea, coordonator al afacerilor indigene, cu argumentul că guvernul nu a respectat pe deplin clauza Convenției 169 privind dreptul la „consultare prealabilă”, care trebuie efectuată „cu bună credință și într-o formă adecvată circumstanțelor, cu scopul de a obține acordul sau consimțământul cu privire la măsurile propuse”, cum ar fi proiectele de exploatare forestieră, agroindustrială sau minieră în teritoriile indigene. Au existat deja câteva exemple de utilizare cu succes a Convenției OIM în Chile, cum ar fi cazul unei femei Machi care a intentat o acțiune în justiție pentru a proteja un teren cu plante medicinale, care era amenințat de industria forestieră. Cu toate acestea, la momentul respectiv au fost exprimate unele îngrijorări cu privire la alinierea cadrului politic al guvernului la convenție, și nu invers.